# Lustosa
Lustosa est une freguesia portugaise de la municipalité de Lousada dans le district de Porto.